# Weebly
Weebly is een Amerikaanse website- en webhostingdienst. Sinds juli 2012 heeft Weebly naar eigen zeggen meer dan 12 miljoen gebruikers. Het hoofdkantoor van het bedrijf is in San Francisco. Het werd opgericht door directeur David Rusenko, technisch directeur Chris Fanini en operationeel directeur Dan Veltri.

## Product
Weebly biedt een gratis online websitemaker. Het gebruikt een simpele widget-gebaseerde interface die draait in de browser. Alle site-elementen van Weebly zijn drag-and-drop. Weebly werkt met Microsoft Windows-, Mac OS- en Linux-computers. Er kan met Weebly ook een mobiele versie van de site worden gemaakt, gebaseerd op een tiental eenvoudige mobiele thema's en een kleur die kan worden gekozen.
Er kan een gratis subdomein van weebly.com worden gekozen, bij Weebly een .com- of .net-domein worden gekocht of een eigen domein worden gebruikt.

## Geschiedenis
David Rusenko, Chris Fanini en Dan Veltri startten Weebly in 2006. Rusenko en Fanini zaten beiden op het Penn State College of Information Sciences and Technology. Veltri zat op het Smeal College of Business, ook in Penn State. De drie oprichters waren alle drie 22-jarige studenten in Penn State toen ze Weebly oprichtten. Op dat moment moesten alle studenten uit Penn State een online portfolio hebben, en op dit idee hebben ze Weebly gebouwd.
In januari 2006 begonnen ze met ontwikkelen. In juni 2006 werd de eerste private bèta met uitnodigingen aangekondigd, en hij startte in september van dat jaar.
In januari 2007 werd Weebly geselecteerd voor Y Combinator's winter-opstartprogramma. Vanaf dan begonnen de oprichters fulltime aan Weebly te werken. Weebly werd in maart geherlanceerd met what you see is what you get-interface. Ook in 2007 kreeg Weebly 650.000 dollar (ruim 506.500 euro) financiering van verschillende investeerders, waaronder Ron Conway, Steve Anderson, Mike Maples en Paul Buchheit.
In 2008 voegde Weebly Pro-accounts en Google AdSense-opties toe. Er werd ook compatibiliteit met Google Chrome en Safari toegevoegd. Ook in 2008 haalde Weebly 1 miljoen gebruikers en bracht het een rapport uit over de aankondiging dat het een winstgevend bedrijf was geworden. In de startfase van Weebly werd de websitebouwer bekritiseerd door de weinige HTML- en CSS-functionaliteit. In 2009 werd die toegevoegd.
Weebly beweerde in 2012 dat het meer dan 12 miljoen gebruikers had.
Begin 2013 werd de Weebly-interface volledig vernieuwd. De slogan website creation made easy werd geschrapt en vervangen door start something.
GoDaddy · Jimdo · JouwWeb · SITE123 · Strato · Squarespace · Web.com · Webflow · Weebly · Wix · WordPress.com